# Nazionale di ginnastica artistica femminile dell'Australia
La nazionale di ginnastica artistica femminile dell'Australia è la squadra femminile di ginnastica artistica che rappresenta l'Australia nelle competizioni internazionali; è posta sotto la giurisdizione della federazione Gymnastics Australia.

## Rosa attuale
| Ginnasta           | Luogo e data di nascita     | Società                               |
| ------------------ | --------------------------- | ------------------------------------- |
| Olivia Vivian      | Cottesloe, 13 luglio 1989   | Western Australian Institute of Sport |
| Lauren Mitchell    | Subiaco, 23 luglio 1991     | Western Australian Institute of Sport |
| Mary-Anne Monckton | Belmont, 16 novembre 1994   | Victorian Women's H.P.C.              |
| Georgia-Rose Brown | Queensland, 22 gennaio 1995 | Victorian Women's H.P.C.              |
| Georgia Godwin     | Gold Coast, 1997            | Gymnastics Queensland H.P.C.          |
| Emma Nedov         | 11 marzo 1997               | Epping YMCA H.P.P.                    |
| Madelaine Leydin   | Melbourne, 28 luglio 1997   | Victorian Women's H.P.C.              |
| Kiara Munteanu     | Melbourne, 17 dicembre 1997 | Victorian Women's H.P.C.              |
| Franceska Fusha    | Tirana, 1998                | Western Australian Institute of Sport |
| Alexandra Eade     | Sydney, 15 gennaio 1998     | Victorian Women's H.P.C.              |
| Jazminne Casis     | Epping,                     | Epping YMCA H.P.P.                    |

## Storia
I Giochi Olimpici del 1956 sono stati una pietra miliare per la ginnastica in Australia, poiché sono stati i primi giochi a cui le ginnaste australiane hanno preso parte in quanto paese ospitante; da allora, la nazionale ha sempre partecipato alle competizioni di ginnastica, seppur a volte con sole ginnaste individuali.
Nel 2014 partecipano per la prima volta al Trofeo Città di Jesolo. La squadra senio è composta da Georgia Rose-Brown, Georgia Godwin, Madelaine Leydin, Kiara Munteanu, Mary Anne Monckton e Alexandra Eade, quella junior da Yasmin Collier, Alysha Djuric, Darcy Norman, Aya Meggs e Emily Whitehead.
Nel concorso nazionale a squadre, le nazionali si piazzano all'ultimo posto: con 206,700 punti la senior, 200,700 la junior.
Per le finali ad attrezzo, si qualificano alle parallele Kiara Munteanu e Georgia Rose-Brown, che ottengono il 4º e 5º posto (rispettivamente 13,933 e 13,767), mentre alla finale del corpo libero la Munteanu si classifica ultima all'ottavo posto (11,567).

### Partecipazioni olimpiche
| Edizione                             | Ginnasta          | Note |
| ------------------------------------ | ----------------- | ---- |
| Melbourne 1956 (individuale)         |                   |      |
| Ing Fraser                           |                   |      |
| Barbara Cunningham                   |                   |      |
| Wendy Nicholls                       |                   |      |
|                                      |                   |      |
| Roma 1960 (individuale)              |                   |      |
| Kaye Breadsell                       |                   |      |
| Val Roberts                          |                   |      |
|                                      |                   |      |
| Tokyo 1964                           |                   |      |
| Barbara Fletcher                     |                   |      |
| Val Buffham-Norris                   |                   |      |
| Val Roberts                          | 2ª partecipazione |      |
| Jan Bedford                          |                   |      |
| Barbara Cage                         |                   |      |
|                                      |                   |      |
| Città del Messico 1968 (individuale) |                   |      |
| Val Buffham-Norris                   | 2ª partecipazione |      |
|                                      |                   |      |
| Monaco 1972 (individuale)            |                   |      |
| Jenny Sunderland                     |                   |      |
|                                      |                   |      |
| Montréal 1976 (individuale)          |                   |      |
| Wanita Lynch                         |                   |      |
|                                      |                   |      |
| Mosca 1980 (individuale)             |                   |      |
| Marina Sulicich                      |                   |      |
| Kerry Bayliss                        |                   |      |
|                                      |                   |      |
| Los Angeles 1984 (individuale)       |                   |      |
| Kerry Battersby                      |                   |      |
| Kellie Wilson                        |                   |      |
|                                      |                   |      |
| Seoul 1988 (individuale)             |                   |      |
| Monique Allen                        |                   |      |
| Leanne Rycroft                       |                   |      |
|                                      |                   |      |
| Barcellona 1992                      |                   |      |
| Lisa Read                            |                   |      |
| Monique Allen                        | 2ª partecipazione |      |
| Kylie Shadbolt                       |                   |      |
| Jane Warrilow                        |                   |      |
| Julie-Anne Monico                    |                   |      |
| Brooke Gysen                         |                   |      |
|                                      |                   |      |
| Atlanta 1996                         |                   |      |
| Lisa Skinner                         |                   |      |
| Joanna Hughes                        |                   |      |
| Ruth Moniz                           |                   |      |
| Jenny Smith                          |                   |      |
| Lisa Moro                            |                   |      |
| Nicole Kantek                        |                   |      |
| Kirsty Leigh-Brown                   |                   |      |
|                                      |                   |      |
| Sydney 2000                          |                   |      |
| Lisa Skinner                         | 2ª partecipazione |      |
| Allana Slater                        |                   |      |
| Brooke Walker                        |                   |      |
| Trudy McIntosh                       |                   |      |
| Alexandra Croak                      |                   |      |
| Melinda Cleland                      |                   |      |
|                                      |                   |      |
| Atene 2004                           |                   |      |
| Karen Nguyen                         |                   |      |
| Stephanie Moorhouse                  |                   |      |
| Melissa Munro                        |                   |      |
| Monette Russo                        |                   |      |
| Lisa Skinner                         | 3ª partecipazione |      |
| Allana Slater                        | 2ª partecipazione |      |
|                                      |                   |      |
| Pechino 2008                         |                   |      |
| Georgia Bonora                       |                   |      |
| Ashleigh Brennan                     |                   |      |
| Lauren Mitchell                      |                   |      |
| Olivia Vivian                        |                   |      |
| Dasha Joura                          |                   |      |
| Shona Morgan                         |                   |      |
|                                      |                   |      |
| Londra 2012                          |                   |      |
| Georgia Bonora                       | 2ª partecipazione |      |
| Ashleigh Brennan                     | 2ª partecipazione |      |
| Emily Little                         |                   |      |
| Larrissa Miller                      |                   |      |
| Lauren Mitchell                      | 2ª partecipazione |      |